# Université officielle de Bukavu
Pour les articles homonymes, voir UOB.
L'université officielle de Bukavu (UOB) est une université publique de la république démocratique du Congo, située dans la province du Sud-Kivu, ville de Bukavu. Sa langue d'enseignement est le français. C'est l'une des meilleures universités du pays, le dernier classement de 2021, la place à la deuxième place, elle est dixième en 2023.

## Historique

### Origines et création
Les premières démarches commencent en 1957 avec le Directeur général de l’ex-Institut de recherche scientifique en Afrique Centrale (IRSAC), devenu le Centre de recherche en sciences naturelles (CRSN), monsieur Louis Van den Berghe,.
C'est plus tard, en 1993, dans le cadre de l’essaimage des institutions d’enseignement supérieur et universitaire, que le gouverneur de province crée tout d'abord le Centre Universitaire de Bukavu (CUB). Cette institution sera placée sous la tutelle de l'Université de Kisangani cinq ans après,.
Le CUB va durer environ 13 ans avant d'acquérir sa propre autonomie le 7 février 2006 et changer sa dénomination en Université Officielle de Bukavu, UOB en sigle, la dénomination qu'elle porte à ce jour,.

## L'université aujourd'hui
L'université est, comme son nom l'indique, publique et appartient à l'État, sous la tutelle du ministère de l'Enseignement supérieur et universitaire,.

### Crises et années élastiques
Une "année élastique" est perçue comme une année dont la durée dépasse le calendrier académique et qui peut aller à plus d'un an. A l'UOB, les crises et les années élastiques sont fréquentes dans plusieurs facultés et peuvent avoir des causes variées : une raison politique engendrant des manifestations, des problèmes internes comme la majoration des frais académiques qui engendrent des grèves des enseignants ou des étudiants, ou encore des problèmes sécuritaires dans la région,,,,.

## Organisation

### Direction
L'université est dirigée par un Comité de gestion composé de cinq membres : le recteur, le secrétaire général académique, le secrétaire général à la recherche, le secrétaire général administratif et l’administrateur du budget. Pour l'année académique 2022-2023, il s'agit respectivement du Professeur Kahindo Muzusa Ngabo Charles, du Professeur Munenge Mudage Florent, du Professeur Nyaluma Mulagano Arnold, du Chef de Travaux Cagaline Baguma Patient et du Professeur Kaboyi Nzabandora Chantal,.

### Liste des recteurs
- Prof. Nyakabwa  Mutabana, recteur de 1994 à décembre 2009[14]
- Prof. Byamungu Bin Rusangiza, recteur de 2009 à mars 2016
- Prof. Gyavira Mushizi, recteur de 2016 à novembre 2018
- Prof. Muhigwa Bahananga Berckmans, recteur de 2018 à 2022
- Prof. Kahindo Muzusa Ngabo Charles, recteur de 2022 à nos jours[8].

### Organisation des études
L'université est divisée en facultés, qui possèdent des degrés d’indépendance divers. Chaque faculté se compose de départements et de centres de recherches.
Elle organise des enseignements de 1er et 2e cycles dans toutes les facultés et un 3e cycles dans certaines facultés,. Les études du 1er cycle s'appelaient graduats jusqu'à l'arrivée du système LMD. Elles duraient trois ans. Les étudiants parlaient de « G1 », « G2 » et « G3 ». Les études du 2e cycle s'appelaient licences jusqu'à l'arrivée du système LMD. Elles duraient deux ans. Les étudiants parlaient de « L1 » et de « L2 ». Les études du 3e cycle s'appellent comme partout ailleurs un doctorat. Depuis l'arrivée du système LMD, l'université a un programme comme partout dans le monde.

### Facultés ou Domaines
En plus de deux écoles dont l'école des mines et l'école de criminologie , l'UOB est composée de six domaines suivants : domaine des sciences et technologie, domaine des sciences économiques et de gestion, domaine des sciences de la santé, domaine des  sciences juridiques, politiques et administratives, domaine de lettres et langues,le domaine des sciences de l'homme et de la socièté, domaine de sciences psychologiques et de l'éducation.

#### Départements/ Filières avec le système LMD
Chaque domaine est composé de plusieurs fillières, parfois divisées en options. La faculté des sciences a trois filières : la biologie (avec comme options : écologie et gestion des ressources végétales et l'hydrologie), géologie et environnement,.
Le domaine des sciences économiques et de gestion est subdivisée en deux filières : sciences économiques avec deux orientations: - économie publique et économie de développement et la gestion financière. Le domaine des sciences juridiques, politiques et administratives comprend trois filières : sciences juridiques(droit public, droit privé et droit économique et social), sciences politiques et administratives et la filière de Relations internationales.
Le domaine de sciences de la santé avec trois filières dont la filière de médecine avec comme options : sciences biomédicales - médecine générale, la filière de sciences pharmaceutiques (avec comme options : pharmacie d’industrie et analyse des médicaments et pharmacie d’hôpital et communautaire) et, enfin, la filière de santé publique qui se concentre sur la gestion des institutions de santé.
Le domaine des lettres et langues est subdivisée en trois filières : lettres et civilisation françaises, lettres et civilisation anglaises et anglais et informatique des affaires,. Le domaine  des sciences de l'homme et de la socièté a trois filières : sociologie, science de l'information et de la communication (deux options : communication des organisations et journalisme)et philosophie. sciences psychologiques et de l'éducation avec les filières de psychologie clinique et psychologie du travail.

### Entités décentralisées et écoles

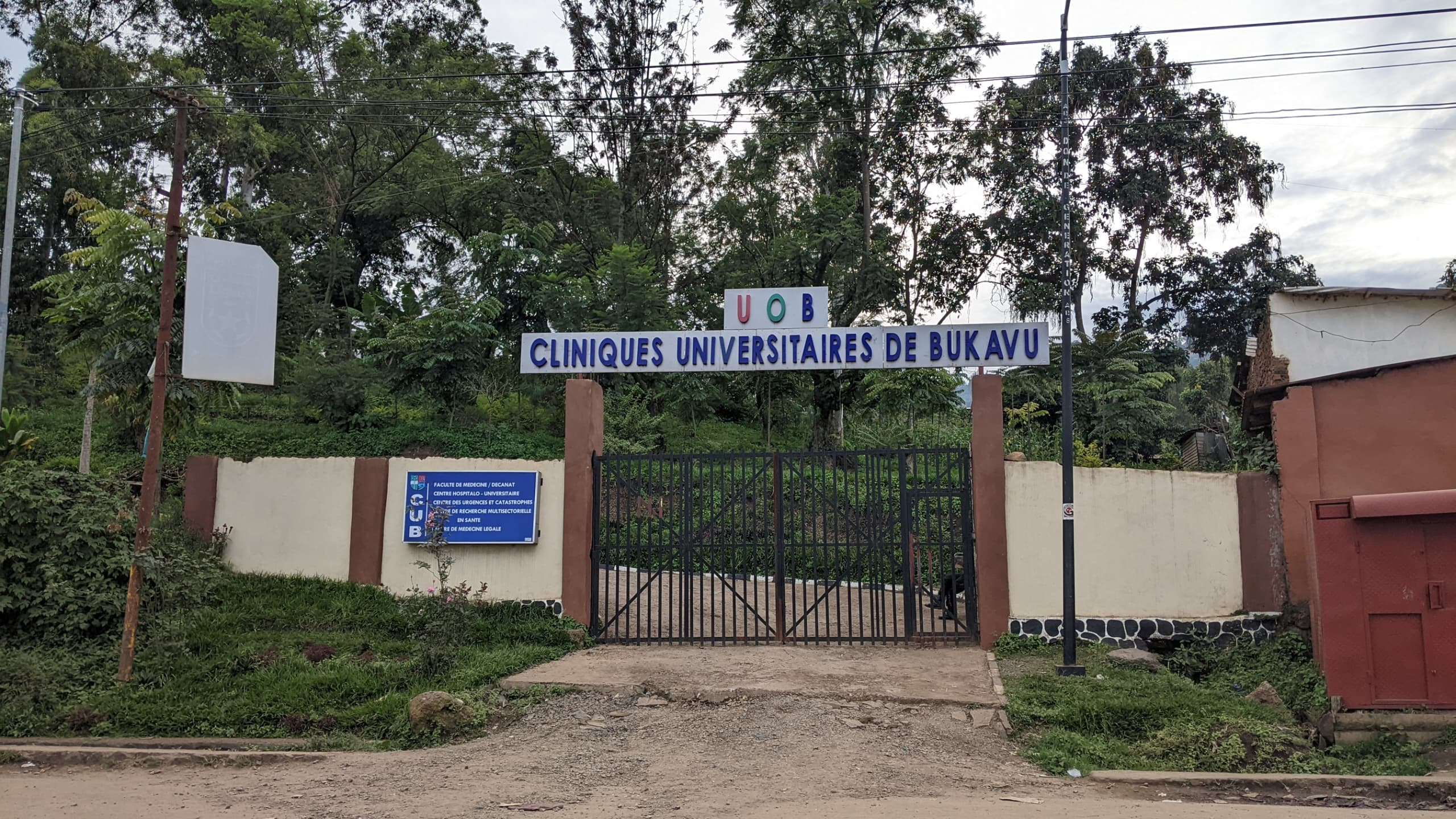
Clinique Universitaire de Bukavu

En plus de ces six facultés, on trouve également des entités décentralisées dépendantes de l'UOB. Il s'agit entre autres des Cliniques universitaires, d'un centre de médecine légale et deux écoles dont l'école des mines et l'école de Criminologie,,.

## Bibliothèque et laboratoires
Ne comptant qu'environ 1 700 livres depuis deux décennies depuis sa création, la bibliothèque centrale de l'UOB compte, depuis 2017, près de 25 000 livres après un don de 23 000 livres reçu auprès de l'organisation Livres sans frontières.
L'université dispose d'un laboratoire informatique équipé d'environ 100 ordinateurs. En outre, elle a, pour la faculté des sciences, une station de recherche et d'hydrobiologie au lac Kivu visant à préserver la biodiversité sur ce lac touristique.